# Scheitelhaltung (Skulptur)

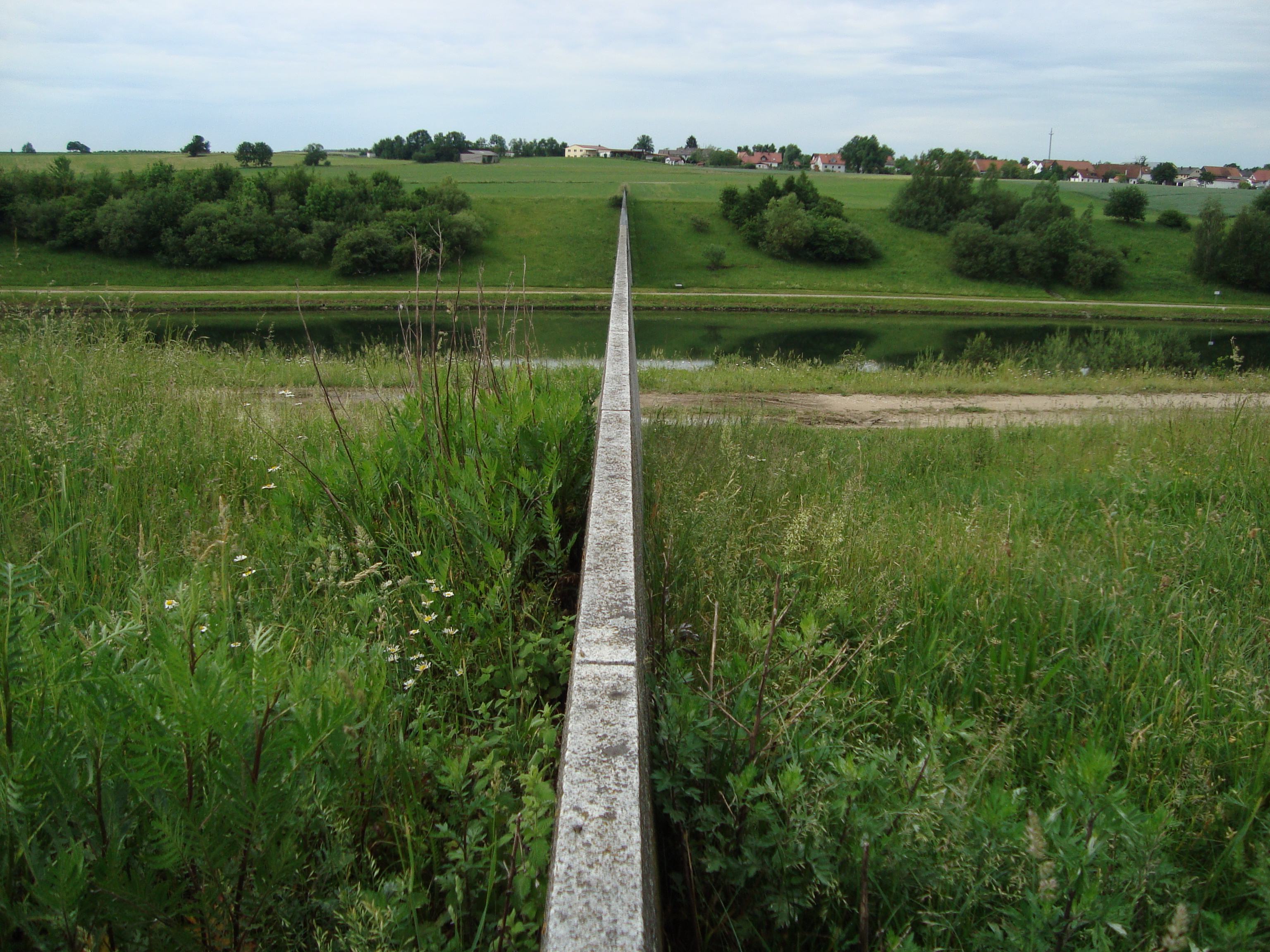
Skulptur Scheitelhaltung aus Norden gesehen (im Hintergrund Hilpoltstein-Pierheim). Es handelt sich um zwei über die Scheitelhaltung des Kanals hinweg fluchtende Mauern. Die vordere Mauer endet vor dem Weg im Vordergrund, die hintere, südliche Mauer beginnt nach dem südlichen Betriebsweg entlang des Ufers.

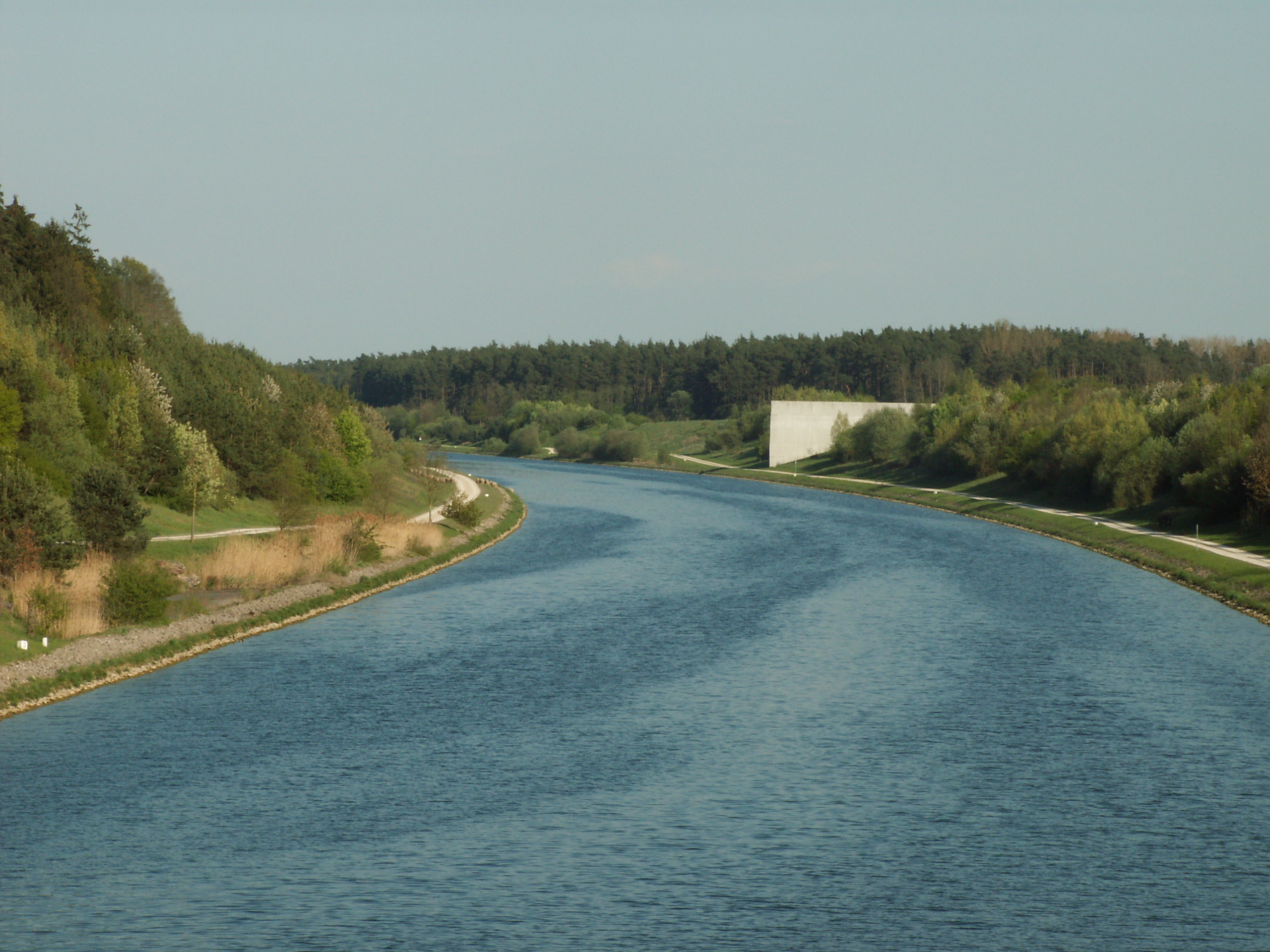
Skulptur Scheitelhaltung: vom Süden anstoßende Mauer (das weiße Segel)

Scheitelhaltung ist der Name einer von Hannsjörg Voth entworfenen Skulptur an der Scheitelhaltung des Main-Donau-Kanals. Ihre beiden mauerartigen Teile grenzen an die beiden Ufer des Kanals dort, wo er die Europäische Wasserscheide beziehungsweise die Wasserscheide zwischen dem über den Rhein zur Nordsee fließenden Main und der zum Schwarzen Meer fließenden Donau passiert. Der Künstler Hannsjörg Voth gewann den Wettbewerb für diese Großskulptur unter anderem gegen Max Bill und Erich Hauser.
Die beiden aus weißen Granitblöcken aufgerichteten Mauern fluchten mit ihrer je 6 cm breiten oberen Begrenzungsfläche, die an den äußeren Enden im gewachsenen Boden verschwinden, miteinander. Die zum südlichen Kanalufer bis an den Betriebsweg entlang des Ufers heranführende Mauer ist etwa 144 Meter lang. Ihr aus der Böschung herausragender großer Schlussteil ist am Betriebsweg 14 Meter hoch und wird als weißes Segel interpretiert. Am nördlichen Ufer befindet sich neben dem Kanal eine kleine Bucht mit einem Stillwasser, die die Lücke bis zur nördlichen Mauer vergrößert. Zudem gibt es parallel zum nördlichen Betriebsweg einen zweiten Weg am oberen Rand der Böschung. Die nördliche Mauer endet vor diesem Weg und ist deshalb nur knapp 3 Meter hoch. Sie ist am Fuß 2 Meter breit, also weniger spitz als die südliche Mauer mit einer Fußbreite von 3 Meter (bei 14 Metern Höhe). Die nebenstehende Abbildung enthält einen Blick über beide Mauern von der nördlichen aus. Vom Kanal aus wird vorwiegend nur das Ende (das weiße Segel) der südlichen Mauer wahrgenommen.
Der in Aicha vorm Wald abgebaute Granit wurde an den Längsseiten der Mauern gestockt, sodass winzige Prismen auf dem so bearbeiteten Stein das Licht reflektieren. Die Granitkeile an der zum Wasser gewandten Stirnseite sind hingegen bruchrauh belassen. Hier schluckt die grobe Struktur das Licht, wodurch der Stein wirkt, als habe sich ein großer Schatten über ihn gelegt.